# Viry-Noureuil
Viry-Noureuil – miejscowość i gmina we Francji, w regionie Hauts-de-France, w departamencie Aisne.
Według danych na styczeń 2014 roku gminę zamieszkiwało 1847 osób, a gęstość zaludnienia wynosiła 104,5 osób/km².